# Assens (Svizzera)
Assens (toponimo francese) è un comune svizzero di 1 058 abitanti del Canton Vaud, nel distretto del Gros-de-Vaud.

## Storia
Nel 2009 Assens ha inglobato il comune soppresso di Malapalud.

### Simboli
Lo stemma comunale è stato adottato nel 1930. Le due croci simboleggiano l'instaurazione di un regime religioso misto con una sola chiesa per le due confessioni; il covone di grano ricorda il lavoro dei campi.

## Monumenti e luoghi d'interesse

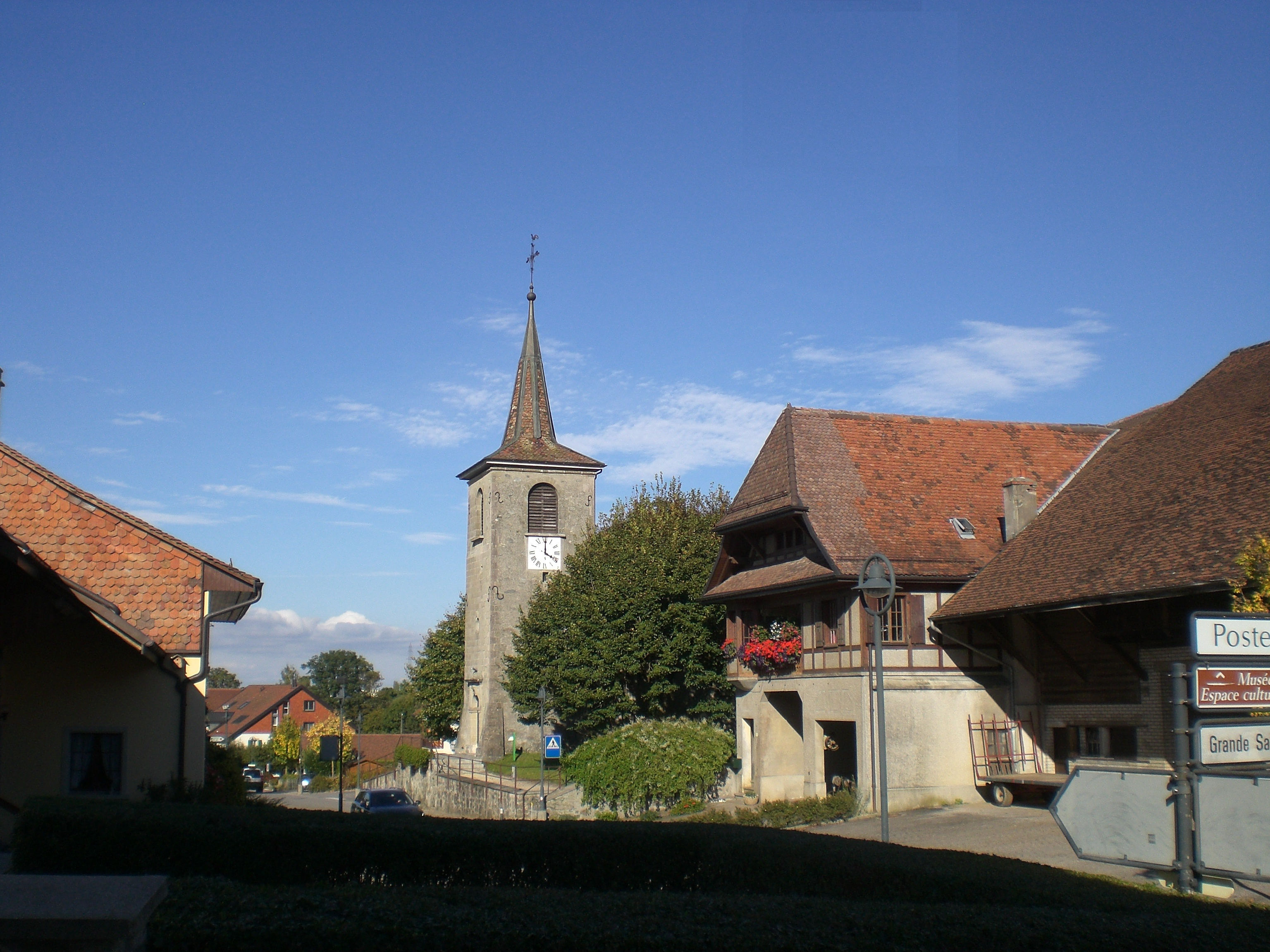
La chiesa di San Germano

- Chiesa riformata di San Germano, eretta nel XII-XIII secolo e ricostruita nel 1453-1454[1];
- Chiesa cattolica, eretta nel 1845[1].

## Società

### Evoluzione demografica
L'evoluzione demografica è riportata nella seguente tabella:
Abitanti censiti

## Infrastrutture e trasporti

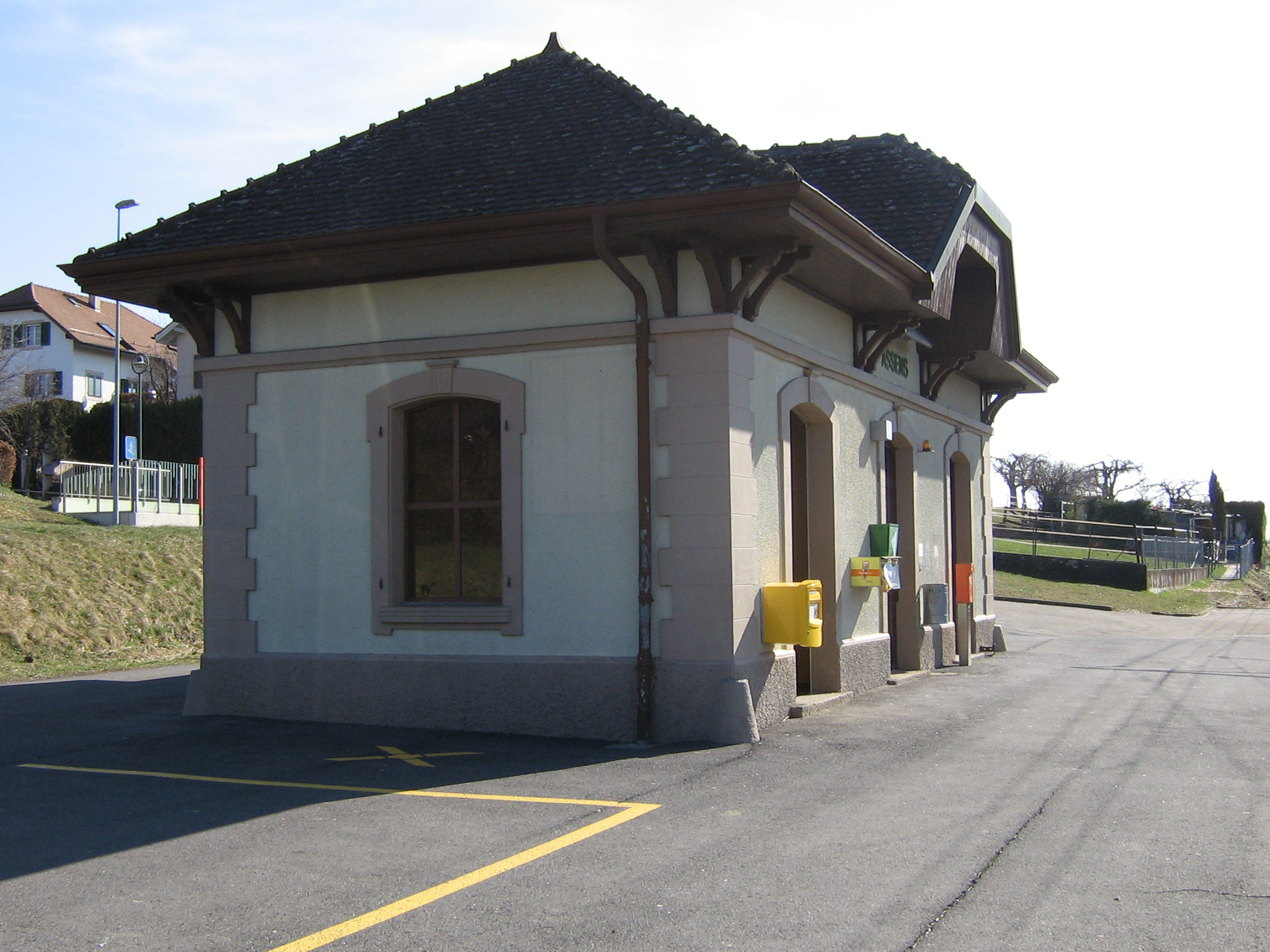
La stazione di Assens

Assens è servito dall'omonima stazione, sulla ferrovia Losanna-Echallens-Bercher.

## Amministrazione
Ogni famiglia originaria del luogo fa parte del cosiddetto comune patriziale e ha la responsabilità della manutenzione di ogni bene ricadente all'interno dei confini del comune.

### Gemellaggi
- Colombey-les-Deux-Églises[senza fonte]